# Миляева, Лада Семёновна
Людми́ла Семёновна Миля́ева (укр. Людмила Семенівна Міляєва; 13 ноября 1925, Харьков — 29 октября 2022, Киев) — советский и украинский искусствовед, доктор искусствоведения (1988), действительный член Академии искусств Украины (2000). Заслуженный деятель искусств Украины (1992).

## Биография
Лада (Людмила) Семёновна Миляева родилась 13 ноября 1925 года в городе Харькове в семье художника.
В 1950 году окончила Киевский государственный университет им. Т. Г. Шевченко, факультет филологии. Её учителями были С. И. Маслов и В. И. Маслов. Ещё в университете она устроилась на работу в музей Киевского украинского искусства и проработала там с 1949 по 1964 годы.
Через три года после начала работы в музее, с 1952 года, Лада Семёновна стала заведующей отделом дореволюционного искусства. С 1959 — член Национального союза художников Украины. С 1962 года по 2022 год Л. Миляева преподавала в Национальной академии изобразительного искусства и архитектуры. С 1988 — доктор искусствоведения. С 1992 — заслуженный деятель искусств Украины. С 1991 — профессор Национальной академии изобразительного искусства и архитектуры. С 2000 — действительный член Академии искусств Украины. С 2001 — член Научного общества им. Т. Шевченко.
Людмила Миляева ввела в научный оборот несколько уникальных памятников средневекового искусства, среди них — «Волынская икона Богоматери», датируемая рубежом XIII и XIV вв., и рельеф «Святой Георгий», датируемый серединой XI века.

## Семья
Отец — художник С. М. Миляев (1895—1961). Муж — художник С. Подервянский. Сын — художник и писатель Лесь Подервянский.

## Избранные публикации
- Станковий живопис (в соавторстве) — Історія українського мистецтва, т 1. — К., 1966;
- Українське мистецтво XIV — першої половини XVII с. (в соавторстве). — К. 1963;
- Памятник галицкой живописи XIII в. // Советская археология, № 3, — М., 1966;
- Стінопис Потелича. — К., 1969 (русск. изд. — М., 1971) Искусство Украины XVI—XVII ст.;
- Искусство Украины XVII—XVIII вв. — История искусства народов СССР. т. 3, — М., 4 — М., 1976;
- Український середньовічний живопис (в соавторстве), — К., 1976;
- Спасо-Преображенская церковь с. Великие Сорочинцы Полтавской обл. — Западно-европеский барок и византийский свет.- Београд, 1991;
- Ukrainian Ikon XI—XIII c. From Byzantine Sources to Baroque — Petersbourg, Bournemouth, 1996, — Bournemouth, 1997, 1998; Le ikone XII—XVIII secolo. Dalle fonti Byzantine al Barocco. — Rimini, 1997;
- Freski kaplicy sw. Trojcy na zamku Lubelskim a sztuka ukrainska. — Kaplica Trojcy Swe, tej na Zamku Lubelskim. — Lublin, 1999; T
- he Icon of Saint George, with Scenes of His Life of Town of Mariupol. — Perceptiones of Byzantion and Its Neighbourgs (843—1261). — New York, 2000;
- Redivivus phoenix — oczyma Jakuba Suszy.- Do pie, kna nadprzyrodniczego. — Chelm, 2008;
- Ікона Холмської Богоматері. — Доба короля Данила Галицького в науці, мистецтві, літературі.- Львів, 2008;
- Українська ікона XI—XVIII с.(за участю М. Гелитович).-К., — Мюнхен, 2007;
- Розписи восьмерика церкви св. Георгія в м. Дрогобичі , Львівської обл. (недоступная ссылка) //Студії мистецтвознавчі, число 4.- К., 2010;
- Церква в с. Великі Сорочинці і поетика українського бароко. — Іконостас с. Великі Сорочинці. — К., 2010.
- Людмила Семеновна Миляева. Росписи Потелыча : памятник украинской монументальной живописи XVII века. — М. : Искусство, 1971. — 215 с. : ил. — (Памятники древнего искусства). — 5000 экз.
- Людмила Семеновна Миляева. Альбом «Украинская икона XI—XVIII веков». 528 ил.